# Roßbach (Main)
Der Roßbach ist ein gut drei Kilometer langer rechter und nordwestlicher Zufluss des Mains im oberfränkischen Landkreis Lichtenfels.

## Geographie

### Verlauf
Der Roßbach entspringt auf einer Höhe von 332 m ü. NHNin einem Waldgebiet knapp einen Kilometer südöstlich von Bad Staffelstein-Stadel in der Flur Scheidhecken.
Er fließt zunächst gut 600 Meter in östlicher Richtung durch den Wald und wendet sich dann nach Südosten. Nördlich der Flur Löhlein verlässt er den Wald und betritt die offene Flur. Er wird kurz danach südlich des Forsthauses Banz auf seiner linken Seite von dem aus dem Norden kommenden Mühlgraben gespeist. Der Roßbach läuft nun begleitet von dichtem Gehölz südwärts durch Grünland und erreicht dann den Bad Staffelsteiner Gemeindeteil Unnersdorf.
Bei der Hausener Straße verschwindet er verrohrt in den Untergrund und mündet schließlich in Unnersdorf direkt westlich der Benzbrücke auf einer Höhe von 253 m ü. NHN verdolt in den Main.

### Zuflüsse
- Mühlgraben (links)